# Xã West Buffalo, Quận Union, Pennsylvania
Xã West Buffalo (tiếng Anh: West Buffalo Township) là một xã thuộc quận Union, tiểu bang Pennsylvania, Hoa Kỳ. Năm 2010, dân số của xã này là 2.983 người.